# Dębina (województwo małopolskie)
Dębina – wieś w Polsce położona w województwie małopolskim, w powiecie bocheńskim, w gminie Rzezawa.
W latach 1975–1998 miejscowość położona była w województwie tarnowskim. Integralne części miejscowości: Podzatoka, Ratusz.

## Położenie
Dębina położona jest w północnej części gminy. Od południowego zachodu graniczy z gminą Bochnia. W swojej gminie sąsiaduje z sołectwami:
- Borek – od południa
- Bratucice – od północy
- Buczków – od wschodu
- Dąbrówka – od południowego wschodu.

## Nazwy obiektów fizjograficznych
Błonia, Czarnochowiec, Glinki, Kępowiec, Kłakówka, Okrążek, Patułka, Prośnia, Przeczka, Skrzynia, Zakręcie.

## Historia
Początek osadnictwa na terenie Dębiny to druga połowa XIV w. Na tym obszarze wzmiankowane są nazwy osad: Janowice (1399) i Wanszowice (1470), które nie zachowały się do dziś. Od wieków miejscowość jest związana z sąsiednim Buczkowem.
Dębina weszła pod panowanie Austrii już podczas I rozbioru. 23 sierpnia 1775 wrogie wojska zajęły dobra krzeczowskie, do których należała również Dębina. Była ona wtedy w posesji Ignacego Dydyńskiego.
Po zajęciu dóbr krzeczowskich sprzedano je w dwóch sekcjach. Dębinę, razem z Borkiem, Buczkowem i Dąbrówką 27 sierpnia 1835 kupił podczas licytacji Edward Homolatsch. Cena wywoławcza wynosiła 28 293 złr, nabywca zapłacił 28 650 złr (guldenów lub florenów).
18 sierpnia 1944 roku samolot transportowy Halifax z 8-osobową załogą po zrzuceniu ładunku dla walczącej Warszawy Powstanie warszawskie, w drodze powrotnej został uszkodzony przez niemieckiego myśliwca. Został uszkodzony ster poziomy. Plut Stefan Bohanes poniósł śmierć, a samolot zaczął spadać lotem ślizgowym. Część załogi wyskoczyła na spadochronach. Samolot awaryjnie lądował na ziemi, zatrzymując się gwałtownie z zagłębieniu, co spowodowało złamaniem żeber u pierwszego pilota Lecha Owsianego. W samolocie znajdował się jeszcze chor. Jan Luck tylny strzelec.

## Dębina dziś
Miejscowość leży na terenie Bratucickiego Obszaru Chronionego Krajobrazu.
Wieś od dawna słynie z garncarstwa. Dziś organizowane są wycieczki, na których demonstrowane są tradycyjne metody wytwarzania, kształtowania i wypalania naczyń.

## Osoby związane z Dębiną
Ignacy Słonina urodził się 26 VII 1910 roku. Po ukończeniu szkoły wyjeżdża do pracy na Śląsk. Najpierw mieszka i pracuje w Czechowicach-Dziedzicach, później w Chybiu (20-lat), gdzie rozpoczyna swoją twórczość pisarską, powstają pierwsze utwory: tomik wierszy, zbiór kilkunastu, krótkich form prozatorskich oraz sztuka sceniczna "Krzyże w puszczy" traktującą o powstaniu 1863 roku. Angażuje się w działalność społeczną i polityczną – jest członkiem PPS – organizuje strajki, jest kurierem na Słowację. W połowie lat 60., jako bielszczanin pisze wspomnienia ujęte wspólnym tytułem "Reminiscencje". Używał literackich pseudonimów Bronisław Podkępski, Ignacy Dębina. Zmarł 28 XII 1990 roku.